# Trehörningen, Bohuslän
Trehörningen är en sjö i Lilla Edets kommun i Bohuslän och ingår i Göta älvs huvudavrinningsområde.